# Monseigneur
Monseigneur is een aanspreektitel. De min of meer informele titel wordt gebruikt voor prinsen, rooms- en oud-katholieke aartsbisschoppen en bisschoppen. Langere aanspreektitels voor deze hoogwaardigheidsbekleders zijn respectievelijk Uwe Koninklijke Hoogheid, Uwe Hoogwaardige Excellentie. De term is verwant aan het Franse mon seigneur, dat letterlijk mijn oudere of mijn heer betekent.
Ook een aantal leden van de pauselijke huishouding, werkelijk of honorair, draagt de titel monsignore of monseigneur. Omdat deze priesters geen bisschoppelijk purper dragen, worden de pauselijke kapelaans ook "zwarte monseigneurs" genoemd. Voorbeelden van dergelijke leden van de pauselijke huishouding zijn de:
- kapelaan van Zijne Heiligheid
- ereprelaat van Zijne Heiligheid
- apostolisch protonotaris

In deze context fungeert monseigneur meer als een religieuze graad en niet alleen als aanspreekvorm. 
In Frankrijk was de titel monseigneur tot aan de Franse Revolutie de gebruikelijke aanduiding voor de dauphin de France, de kroonprins (zie Titels aan het Franse hof). Ook nu nog laten de prinsen uit het huis Bourbon en het huis van België zich met "monseigneur" aanspreken.
Slechts bij de kerkelijke hoogwaardigheidsbekleders is het gebruikelijk om de aanspreekvorm af te korten tot Mgr. en deze als titel voor de naam te dragen.